# Алексеев, Владимир Павлович (ориентировщик)
Владимир Павлович Алексеев — советский и российский ориентировщик бегом.

## Карьера
Ориентированием начал заниматься в Ленинградском Дворце Пионеров в возрасте 13 лет. Зимой 1974 года выиграл Приз города Куйбышева в своей возрастной группе — это был первый старт.
В ориентировании бегом первым стартом стал чемпионат Ленинграда, где тоже занял первое место среди школьников 5-6 классов.
В годы учёбы в вузе не занимался спортом, вернулся в спорт в 1983 году и занял 7-е место на чемпионате СССР и первое место на Всесоюзном первенстве профсоюзных обществ.
Чемпион СССР 1985 года. Чемпион России 2003 года.
Участник семи чемпионатов мира по спортивному ориентированию бегом, он четыре раза поднимался на четвёртую позицию подиума чемпионата мира.

## Чемпионаты мира
| Чемпионат мира       | Спринт | Ср.дист. | Длин.дист. | Эстафета |
| -------------------- | ------ | -------- | ---------- | -------- |
| Жерармер 1987        |        |          | 11.        | 5.       |
| Шёвде 1989           |        |          | 7.         | 4.       |
| Марианске-Лазне 1991 |        | 21.      | 4.         | 5.       |
| Вест-Пойнт 1993      |        | 24.      | 29.        | 5.       |
| Детмолд 1995         |        | 16.      | 9.         | 8.       |
| Гримштат 1997        |        | 19.      | 22.        | 4.       |
| Тампере 2001         |        | 21.      |            | 4.       |

## Чемпионаты Европы
| Чемпионаты Европы | Спринт | Ср.дист. | Дл.дист. | Эстафета |
| ----------------- | ------ | -------- | -------- | -------- |
| Трускавец 2000    |        |          | 35.      |          |

## Кубки мира
| Кубок Мира | Кубок Мира |
| ---------- | ---------- |
| 1990       | 31.        |
| 1992       | 10.        |
| 1998       | 61.        |
| 2000       | 95.        |